# Moritzbach (Zwickauer Mulde)
Der Moritzbach ist ein linker Nebenfluss der Zwickauer Mulde in Zwickau im Freistaat Sachsen. 

## Details
Der Moritzbach gehört zum Flusssystem der Elbe. Er entsteht durch den Zusammenfluss des Mittelgrundbachs mit dem Marienthaler Bach in Zwickau. Der Zusammenfluss erfolgt unterirdisch im Straßendreieck Bahnhofstraße – Werdauer Straße – Humboldtstraße. Der Moritzbach mündet am Zwickauer Park „Neue Welt“ mit einer Mündungshöhe von 260 m in die Zwickauer Mulde.
Zur Namensgebung siehe Moritzkirche (Zwickau).